# Ombella-M'Poko
Ombella-M'Poko er et af de 20 præfekturer i Den Centralafrikanske Republik. Dens hovedstad er efter 10. december 2020, byen Boali, da den tidligere hovedstad Bimbo blev en del af  Bangui-præfekturet. I 2024 antyder officielle estimater, at befolkningen var på 292.618 indbyggere.
En vigtig turistattraktion er Boali-vandfaldene, men på grund af Boali-dæmningen er de dog kun vandførende i weekenderne.

## Geografi
Præfekturet  ligger i den sydvestlige del af landet og grænser op til præfekturerne Ouham mod nord, Lobaye mod syd, Ouham-Pendé, Nana-Mambéré og Mambéré-Kadéï mod vest og Kémo samt hovedstaden, og den uafhængige by Bangui og Den Demokratiske Republik Congo mod øst. Manuela-søen ligger også i området.